# 圣布丽吉特
圣布丽吉特（法語：Sainte-Brigitte，法語發音：[sɛ̃t bʁiʒit]）是法国莫尔比昂省的一个市镇，属于蓬蒂维区。

## 地理
圣布丽吉特（48°9'45"N, 3°7'45"W）面积17.74 平方千米，位于法国布列塔尼大區莫尔比昂省，该省份为法国西北部沿海省份，位于布列塔尼半岛南部，北起阿摩尔滨海省、西接菲尼斯泰尔省，南濒大西洋，东南接大西洋卢瓦尔省，东临伊勒-维莱讷省。
与圣布丽吉特接壤的市镇（或旧市镇、城区）包括：圣艾尼昂、克莱盖雷克、锡尔菲亚克、布拉韦河畔邦勒波。
圣布丽吉特的时区为UTC+01:00、UTC+02:00（夏令时）。

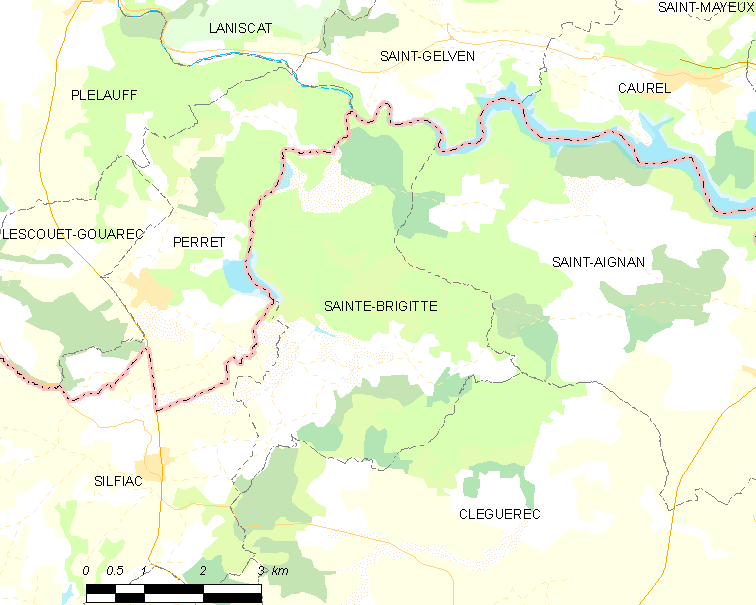
圣布丽吉特的OSM定位图

## 行政
圣布丽吉特的邮政编码为56480，INSEE市镇编码为56209。

## 政治
圣布丽吉特所属的省级选区为古兰县。

## 人口

1962-2008年间圣布丽吉特人口变化图示

圣布丽吉特于2022年1月1日时的人口数量为178人。